# Tugurgoi
Tugurgói (del ruso: Тугургой) es un aúl del raión de Teuchezh en la república de Adiguesia de Rusia. Está situado en la orilla oeste del embalse de Krasnodar, 10 km al nordeste de Ponezhukái y 88 km al noroeste de Maikop, la capital de la república. Tenía 330 habitantes en 2010.
Pertenece al municipio Tliustenjablskoye.

## Transporte
Por la localidad pasa la carretera federal M4 Don.